# 1942 en arts plastiques
| Années des arts plastiques : 1939 - 1940 - 1941 - 1942 - 1943 - 1944 - 1945    |
| Décennies des arts plastiques : 1910 - 1920 - 1930 - 1940 - 1950 - 1960 - 1970 |

Cette page concerne l'année 1942 en arts plastiques.

## Événements
- Paul Haesaerts place quelques artistes belges de l'entre-deux-guerres sous le dénominateur commun de l'animisme.
- Louis XVI, statue colossale réalisée par Nicolas Raggi, est fondue dans le cadre de la mobilisation des métaux non ferreux.

## Œuvres
- 1941-1942 : Portrait de Jeannine, huile sur toile de Nicolas de Staël

## Naissances
- 12 janvier : Jacques Vimard, peintre, dessinateur et lithographe français,
- 15 janvier : Amin Demnati, peintre marocain († 10 juillet 1971),
- 8 février : Simone Faïf, peintre française († 23 décembre 2023),
- 25 février, Pierre Bernard, graphiste français († 23 novembre 2015),
- 14 mars : Alain Lequesne, peintre français († 18 juillet 2017),
- 15 mars : Pinuccio Sciola, sculpteur italien († 13 mai 2016),
- 31 mars : Dan Graham, créateur d'art conceptuel et critique d'art américain,
- 2 mai : Claude Langevin, peintre québécois,
- 28 mai : Felix Waske, peintre autrichien,
- 18 juin : Guy Péqueux, peintre et lithographe français († 7 janvier 2021),
- 9 juillet : Dan Jacobson, peintre et lithographe français,
- 23 juillet : Biserka Gall, peintre, graveur et lithographe croate († septembre 2002),
- 25 juillet : Morio Matsui, peintre japonais († 30 mai 2022),
- 27 août : Benedicto Cabrera, peintre et graveur philippin,
- 2 septembre : Joseph Fafard, sculpteur canadien-français († 16 mars 2019),
- 5 septembre : Eugeniusz Geno Malkowski, peintre polonais († 20 août 2016),
- 11 septembre : François Lunven, graveur, dessinateur et peintre français († 19 octobre 1971),
- 27 septembre : Bernard Morteyrol, peintre français († 20 novembre 2019),
- 28 septembre : François Tamba Ndembe, sculpteur congolais († 18 septembre 2006),
- 28 décembre : Mohamed Kacimi, peintre marocain († 27 octobre 2003),
- Date précise inconnue :
  - Đỗ Quang Em, peintre vietnamien († 3 août 2021),
  - Robert Kehlmann, peintre verrier américain,
  - Ernest Pignon-Ernest, artiste plasticien français, initiateur de l'art urbain en France,
  - Angela Ricci Lucchi, peintre et réalisatrice italienne † 28 février 2018),
  - Ronald Thibert, sculpteur et professeur d'art québécois († 31 mars 2016).

## Décès
- 2 janvier : Lodovico Cavaleri, peintre italien (° 15 novembre 1867),
- 19 janvier : Walter Spies, peintre et musicien allemand (° 15 décembre 1895),
- 21 janvier :
  - Félix Desgranges, peintre français (° 12 août 1860),
  - Petar Dobrović, peintre et homme politique serbe puis yougoslave, d'origine hongroise (° 14 janvier 1890),
- 26 janvier :
  - Georges-Henri Ballot, peintre français (° 14 juin 1866),
  - Marthe Bonnard, peintre française (° 22 février 1869),
- 28 janvier : Maurice Robin, peintre, illustrateur, lithographe et critique d'art français (° 17 mai 1884),
- 2 février : Leonetto Cappiello, peintre, illustrateur, caricaturiste et affichiste italien naturalisé français (° 6 avril 1875),
- 4 février : Otto von Wätjen, peintre allemand (° 17 juillet 1881),
- 7 février : Ivan Bilibine, peintre, illustrateur et décorateur de théâtre russe puis soviétique (° 16 août 1842),
- 16 février : Giovanni Bartolena, peintre italien (° 24 juin 1886),
- 17 février : Georges Gaudion, chimiste, musicien, poète, peintre et illustrateur français (° 22 novembre 1885),
- 20 février : Louis Soutter, peintre et dessinateur suisse (° 4 juin 1871),
- 22 février : Henri-Charles Tournel, architecte, peintre verrier et artiste décorateur français (° 8 octobre 1868),
- 23 février : Narcisse Guilbert, peintre français de l'École de Rouen (° 12 juin 1878),
- 24 février : Fernand Piet, peintre français (° 26 août 1869),
- 25 février : Paul Denarié, peintre français (° 1er janvier 1859),
- 27 février : Ernest Rouart, peintre, aquarelliste, pastelliste, graveur et collectionneur français (° 24 août 1874),
- 14 mars : Louise Marie Puisoye, peintre française (° 16 août 1855),
- 15 mars : Herman Richir, peintre belge (° 4 décembre 1866),
- 21 mars : Jindřich Štyrský, peintre, poète, éditeur, photographe et dessinateur surréaliste austro-hongrois puis tchécoslovaque (° 11 août 1899),
- 24 mars : Paul Jobert, peintre de marine français (° 19 août 1863),
- 27 mars :
  - Julio González, sculpteur et peintre espagnol (° 21 septembre 1876),
  - Georges-Jean Lemare, peintre orientaliste français (° 29 avril 1866),
- 30 mars : Marcel Rieder, peintre français (° 19 mars 1862),
- 5 avril : Pavel Chillingovski, graveur, peintre et professeur d'art russe puis soviétique (° 12 mars 1881),
- 11 avril : Gaspar Camps i Junyent, peintre, dessinateur, illustrateur et affichiste espagnol (° 29 décembre 1874),
- 18 avril : Pierre Adolphe Valette, peintre français (° 13 octobre 1876),
- 2 mai : André Engel, peintre français (° 4 mai 1880),
- 4 mai : Jules-Émile Zingg, peintre français (° 25 août 1882),
- 14 mai : Charles Jouas, dessinateur, peintre et illustrateur français (° 5 décembre 1866),
- 26 mai :
  - Georges-Auguste Lavergne, peintre français (° 1er janvier 1863),
  - Émile Frédéric Jean Baptiste Ragot, peintre et sculpteur français (° 7 décembre 1872),
- 7 juin : Jean Dunand, peintre et sculpteur français d'origine suisse (° 20 mai 1877),
- 8 juin : Daniele de Strobel, peintre italien (° 30 mars 1873),
- 10 juin : Louis Payret-Dortail, peintre, illustrateur et décorateur français (° 24 août 1878),
- 14 juin : Heinrich Vogeler, peintre allemand (° 12 décembre 1872),
- 15 juin : Albert Montmerot, peintre paysagiste français (° 22 décembre 1902),
- 17 juillet : Joachim Weingart, peintre polonais (° 1895),
- 18 juillet : Alexandre Auffray, peintre français (° 14 mai 1869),
- 26 juillet : Gabriel Hervé, peintre français (° 5 juillet 1868),
- 29 juillet : Wojciech Kossak, peintre polonais (° 31 décembre 1856),
- 3 août :  Raphaël-Schwartz, peintre, graveur et sculpteur français d'origine ukrainienne (° 1er octobre 1874),
- 6 août : Roman Kramsztyk, peintre polonais d'origine juive (° 18 août 1885),
- 7 août :
  - René Devillario, peintre, lithographe, graveur et aquarelliste français (° 2 avril 1874),
  - Jean-Louis Gampert, peintre, graveur et illustrateur suisse (° 8 février 1884),
- 10 août : Albert Guillaume, peintre, affichiste et caricaturiste français (° 14 février 1873),
- 12 août : Mykola Bouratchek, peintre impressionniste et pédagogue russe puis soviétique (° 16 mars 1871),
- 21 août : Antoine Calbet, peintre, aquarelliste, dessinateur, graveur et illustrateur français (° 16 août 1860),
- 23 août :Takeuchi Seihō, peintre japonais du genre nihonga (° 20 décembre 1864),
- 30 août : Sava Šumanović, peintre serbe puis yougoslave (° 22 janvier 1896),
- 1er septembre : Marie-Madeleine Dauphin, illustratrice française (° 6 juin 1878),
- 11 septembre : Égide Rombaux, sculpteur belge (° 19 janvier 1865),
- 14 septembre : Savely Schleifer, peintre français († 17 septembre 1881),
- 25 septembre : Wilhelm Claudius, peintre, illustrateur et dessinateur allemand (° 13 avril 1854),
- 26 septembre : Louis Tinayre, illustrateur et peintre français (° 14 mars 1861),
- 30 septembre : Jacques-Émile Blanche, peintre, graveur et écrivain français (° 31 janvier 1861),
- 1er octobre : Hinko Smrekar, dessinateur, peintre, illustrateur et caricaturiste serbe puis yougoslave (° 13 juillet 1883),
- 5 octobre : Giuseppe Cassioli, peintre et sculpteur italien (° 22 octobre 1865),
- 13 octobre : Li Shutong, maître chinois du bouddhisme de l'école dite lüzong, également peintre et poète (° 23 octobre 1880),
- 18 octobre : Mikhaïl Nesterov, peintre russe puis soviétique (° 31 mai 1862),
- 25 octobre : Ubaldo Oppi, peintre italien (° 29 juillet 1889),
- 19 novembre : Mommie Schwarz, peintre et graphiste juif néerlandais (° 28 juillet 1876),
- 27 novembre : Jean Launois, peintre et illustrateur français (° 22 novembre 1898),
- 2 décembre : Léon Carré, peintre et illustrateur français (° 23 juin 1878),
- 9 décembre : Auguste Ramel, peintre français (° 29 novembre 1864),
- 15 décembre : Pierre Hodé, peintre et décorateur de théâtre français (° 8 janvier 1889),
- 17 décembre : Jules-Alexis Muenier, peintre et photographe français (° 29 novembre 1863),
- 19 décembre :
  - Gaston Chopard, peintre animalier, graveur et décorateur français (° 21 septembre 1883),
  - Tavík František Šimon, peintre, graveur et enseignant austro-hongrois puis tchécoslovaque (° 13 mai 1877),
- 21 décembre : Alexandre François Bonnardel, peintre français (° 6 septembre 1867),
- 23 décembre : René Morère, peintre français (° 16 mai 1907),
- 28 décembre : Camille Wollès, peintre belge (° 1er juillet 1864),

- Date précise inconnue :
  - Jean Adler, peintre et sculpteur français (° 30 septembre 1899),
  - Charles Louis Eugène Assezat de Bouteyre, peintre français (° juin 1864),
  - Paul Barian, peintre français (° 1875),
  - Jules-Gustave Besson, peintre et enseignant français (° 1er août 1868),
  - Jacques Bille, peintre français (° 13 février 1880),
  - Grigori Bobrovski, peintre et professeur russe puis soviétique (° 29 novembre 1873),
  - David Brainin, peintre et danseur français (° 20 août 1905),
  - Abram Brazer, sculpteur, graphiste et peintre russe puis soviétique (° 25 janvier 1892),
  - Eugène Marie Louis Chiquet, peintre, graveur au burin et aquafortiste français (° 8 septembre 1863),
  - Samuel Granowsky, peintre et sculpteur français (° 5 octobre 1882),
  - Chana Kowalska, peintre et journaliste juive d'origine polonaise (° 4 novembre 1899),
  - Paul Leroy, peintre orientaliste français (° 27 décembre 1860),
  - Claude Lévy, peintre et décoratrice française (° 23 septembre 1895),
  - Maruyama Banka, peintre de paysages et aquarelliste japonais (° 1867),
  - Francisque Noailly, peintre orientaliste et ciseleur sur cuivre français (° 11 mars 1855),
  - Józef Ryszkiewicz (fils), peintre polonais (° 15 mai 1888),
  - Pierre Adolphe Valette, peintre français (° 1876),
  - Achille Varin, peintre français (° 22 juin 1863),

- Vers 1942 :
- Édouard Cabane, peintre français (° 8 janvier 1857),

- Après 1942 :
- Lucienne Bisson, peintre française (° 1880),

- 1942 ou 1945 :
- Boris Zvorykine, peintre, illustrateur et traducteur russe puis soviétique (° 1er octobre 1872).